# ماهاتسینجو (ووندروزو)
ماهاتسینجو (به لاتین: Mahatsinjo) یک منطقهٔ مسکونی در ماداگاسکار است که در وندروزو واقع شده‌است. ماهاتسینجو ۱۳٬۰۰۰ نفر جمعیت دارد و ۱۱۹ متر بالاتر از سطح دریا واقع شده‌است.